# غونغتشان
غونغتشان (مواليد 14 أغسطس 1993) هو ممثل ومغني كوري جنوبي وهو عضو في فرقة بي 1 إي 4.

## روابط خارجية
- غونغتشان على موقع ميوزك برينز (الإنجليزية)
- غونغتشان على موقع ديسكوغز (الإنجليزية)